# Mariela Barreto
Mariela Lucy Barreto Riofano fue una suboficial del Ejército peruano y agente del Servicio de Inteligencia del Ejército del Perú (SIE) miembro del Grupo Colina. Fue asesinada, desmembrada y decapitada por sus propios compañeros.

## Biografía
Como parte del Grupo Colina, Barreto fue parte del equipo de Jesús Sosa Saavedra. Pronto iniciaría una relación con Santiago Martín Rivas, líder del Grupo Colina, por lo cual tendría discusiones con Iris Chumpitaz, otra agente del grupo. Tuvo una hija con Martín Rivas en 1993, aunque luego se distanciaron.

### Muerte
El SIE sospechaba que Barreto estaba filtrando información, aunque no la investigó. En 1997 fue torturada, asesinada y descuartizada por, según algunas fuentes, filtrar a la prensa peruana el plan Bermudas (también fue sindicada por algunos medios de comunicación como la responsable de revelar el lugar donde fueron enterrados las víctimas de la masacre de La Cantuta y de filtrar información sobre el túnel para el rescate de los secuestrados por el MRTA en la residencia del embajador japonés, aunque dichas afirmaciones fueron desmentidas). Antes de su fallecimiento, Barreto buscó a Carlos Pichilingue Guevara, también miembro de Colina, para hablar con él, aunque no pudieron encontrarse.

#### Descubrimiento
El cadáver decapitado de la agente Barreto fue hallado por un hombre en dos bolsas plásticas el 23 de marzo de 1997 en el kilómetro 25 de la carretera de Lima a Canta. Su cabeza y brazos nunca fueron encontrados. Iris Chumpitaz llamó a los padres de Barreto manifestando que un cuerpo había sido encontrado y yacía en la morgue. Chumpitaz les dijo que aquel cuerpo podría ser el de su hija (que estaba desaparecida), por lo que estos se dirigieron a la zona confirmando que el cadáver era de Barreto.
Al enterarse de la muerte de Barreto, Martín Rivas (quien se encontraba conversando con Jesús Sosa Saavedra, también agente de Colina), según relata, sospechó que el autor del crimen era Vladimiro Montesinos debido a desavenencias previas entre ambos. Para Martín Rivas, tras ver los reportajes donde se le incriminaban, "estaba claro. Matan a una persona relacionada conmigo, usan su prensa para incriminarme, voy a prisión y me matan en una reyerta". El 13 de abril de 1997, Martín Rivas fue entrevistado por Panorama donde manifestó que no tenía relación con la muerte de Barreto. Martín Rivas, afirmaría después, que cuando ocurrió el crimen no se encontraba en Lima, además de presentar testigos que acreditaban dicha afirmación. Sin embargo, dicha afirmación sería cuestionada por los jueces posteriormente como una coartada.

#### Juicio
En el año 2001, el general Juan Rivero manifestó que tenía referencias de que Vladimiro Montesinos empleó personal de la marina en el SIN para secuestrar a Barreto, aunque posteriormente desestimaría dicha versión debido a que había escuchado dicha información en una cola de la pagaduría del ejército. Montesinos, por su parte, presentó una planilla de los miembros del SIN donde no se encontraban miembros de la marina trabajando para dicha institución. En aquel mismo año, el Gobierno peruano ofreció reparación civil, seguida de una pensión de orfandad para sus hijos, mientras que la Cuarta Sala Penal Liquidadora Transitoria de la Corte Superior Nacional en 2023 sentenció a Vladimiro Montesinos y a Martín Rivas por ser responsables del asesinato. Según la sentencia, al enterarse Montesinos de que Barreto filtraba información, ordenó a Martín Rivas que la ejecutara. Sin embargo, dicha afirmación ha sido cuestionada.